# Montenegro op het Eurovisiesongfestival 2007

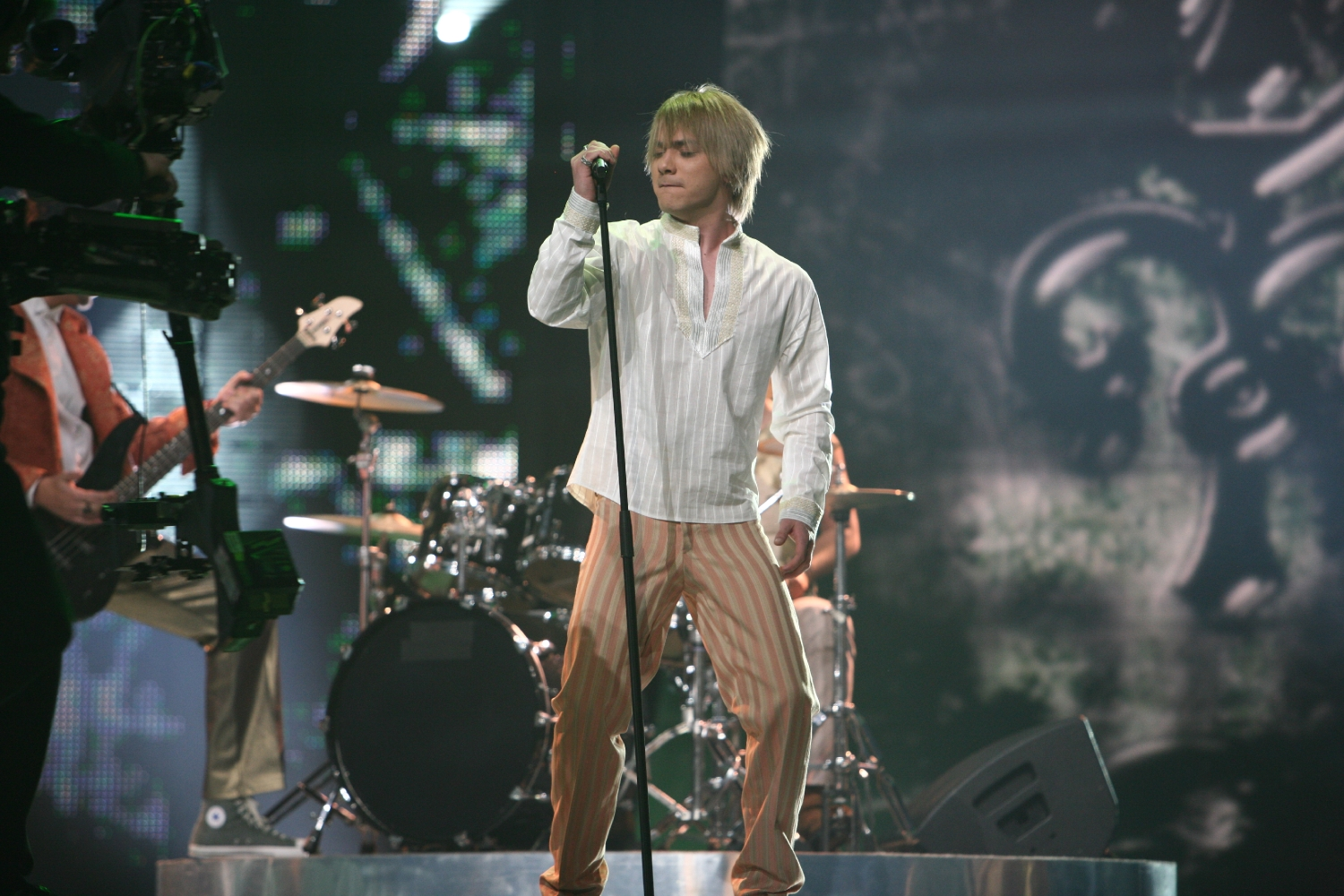
Stevan Faddy op het podium in Helsinki.

Montenegro nam deel aan het Eurovisiesongfestival 2007 in Helsinki, Finland. Het was het debuut van het land op het Eurovisiesongfestival. De selectie verliep via de show MontenegroSong, op 25 februari 2007. RTCG was verantwoordelijk voor de Montenegrijnse bijdrage voor de editie van 2007.

## Selectieprocedure
Montenegro deed in 2007 voor het eerst als onafhankelijk land mee aan het Eurovisiesongfestival. De animo om deel te nemen aan MontenegroSong 2007 leek niet zo groot, aangezien RTCG slechts 16 liedjes opgestuurd had gekregen. Onder de 10 deelnemende liedjes zaten veel deelnemers die er in 2006 ook bij waren, toen nog in een finale samen met Servië. Zo deelden Stevan Faddy en Stefan Filipović de derde plaats, werd Crveno i Crno elfde, Grim veertiende en bleef Dalibor Dado Đurović steken in de voorronde van Montevizija 2006.

## MontenegroSong 2007
Een grote keuze had de zender niet, er werden slechts 16 liedjes ingezonden. De uiteindelijke winnaar werd Stevan Faddy die ook al de laatste editie van Montevizija won. Stevan won met overmacht de televoting en had bijna 2000 stemmen meer dan nummer 2 Stefan Filipović. 
| Nr. | Uitvoerder           | Lied                   | Schrijver/componist                             |
| --- | -------------------- | ---------------------- | ----------------------------------------------- |
| 01. | Rolly                | Kad se sjetim          | (Pjetar Dedivanović - Lj.Jovović,V.Dedivanović) |
| 02. | Grim                 | Kada ona ljubi te      | (Nebojša Đukanović)                             |
| 03. | Marko Vukčević       | Svaki put me tebi vodi | (Marko Vukčević - Slaven Vukčević)              |
| 04. | Stevan Faddy         | Hajde kroči            | (Slaven Knezović - Milan-Minjo Perić)           |
| 05. | Stefan Filipović     | Ne mogu bez tebe       | (Mirsad Serhatlić - Sanja Perić)                |
| 06. | Dalibor Dado Đurović | Zašto                  | (Sergej Ćetković)                               |
| 07. | Crveno i Crno        | Luda sam bez tebe      | (Mihailo-Miha Radonjić - Goran Atanasković)     |
| 08. | Milena Vidaković     | Duga                   | (Svetlana Raičković)                            |
| 09. | Nina & Dan Poslije   | Anđele                 | (Zoran Radonjić - Nina Petković)                |
| 10. | Ivana Radinović      | Nemam snage            | (Mihailo-Miha Radonjić - Momčilo Zeković-Zeko)  |

## In Helsinki
In de halve finale trad Montenegro als 7de van 28 landen aan , na Georgië en voor Zwitserland. Het land behaalde een gedeelde 22ste plaats, met 33 punten.
België en Nederland hadden geen punten over voor deze inzending.

### Gekregen punten

#### Halve Finale
| 12 punten                                    | 10 punten | 8 punten          | 7 punten  | 6 punten |
| -------------------------------------------- | --------- | ----------------- | --------- | -------- |
|                                              |           | - Servië          | - Albanië |          |
| 5 punten                                     | 4 punten  | 3 punten          | 2 punten  | 1 punt   |
| - Bosnië en Herzegovina - Kroatië - Slovenië |           | - Noord-Macedonië |           |          |

### Punten gegeven door Montenegro

#### Halve Finale
Punten gegeven in de halve finale:
| 12 punten | Servië          |
| 10 punten | Noord-Macedonië |
| 8 punten  | Slovenië        |
| 7 punten  | Kroatië         |
| 6 punten  | Albanië         |
| 5 punten  | Bulgarije       |
| 4 punten  | Wit-Rusland     |
| 3 punten  | Turkije         |
| 2 punten  | Noorwegen       |
| 1 punt    | Polen           |

#### Finale
Punten gegeven in de finale:
| 12 punten | Servië                |
| 10 punten | Noord-Macedonië       |
| 8 punten  | Slovenië              |
| 7 punten  | Bosnië en Herzegovina |
| 6 punten  | Rusland               |
| 5 punten  | Bulgarije             |
| 4 punten  | Spanje                |
| 3 punten  | Wit-Rusland           |
| 2 punten  | Oekraïne              |
| 1 punt    | Turkije               |

2007 · 2008 · 2009 · 2010-2011 · 2012 · 2013 · 2014 · 2015 · 2016 · 2017 · 2018 · 2019 · 2020-2021 · 2022 · 2023-2024 · 2025